# Hermann Rützler

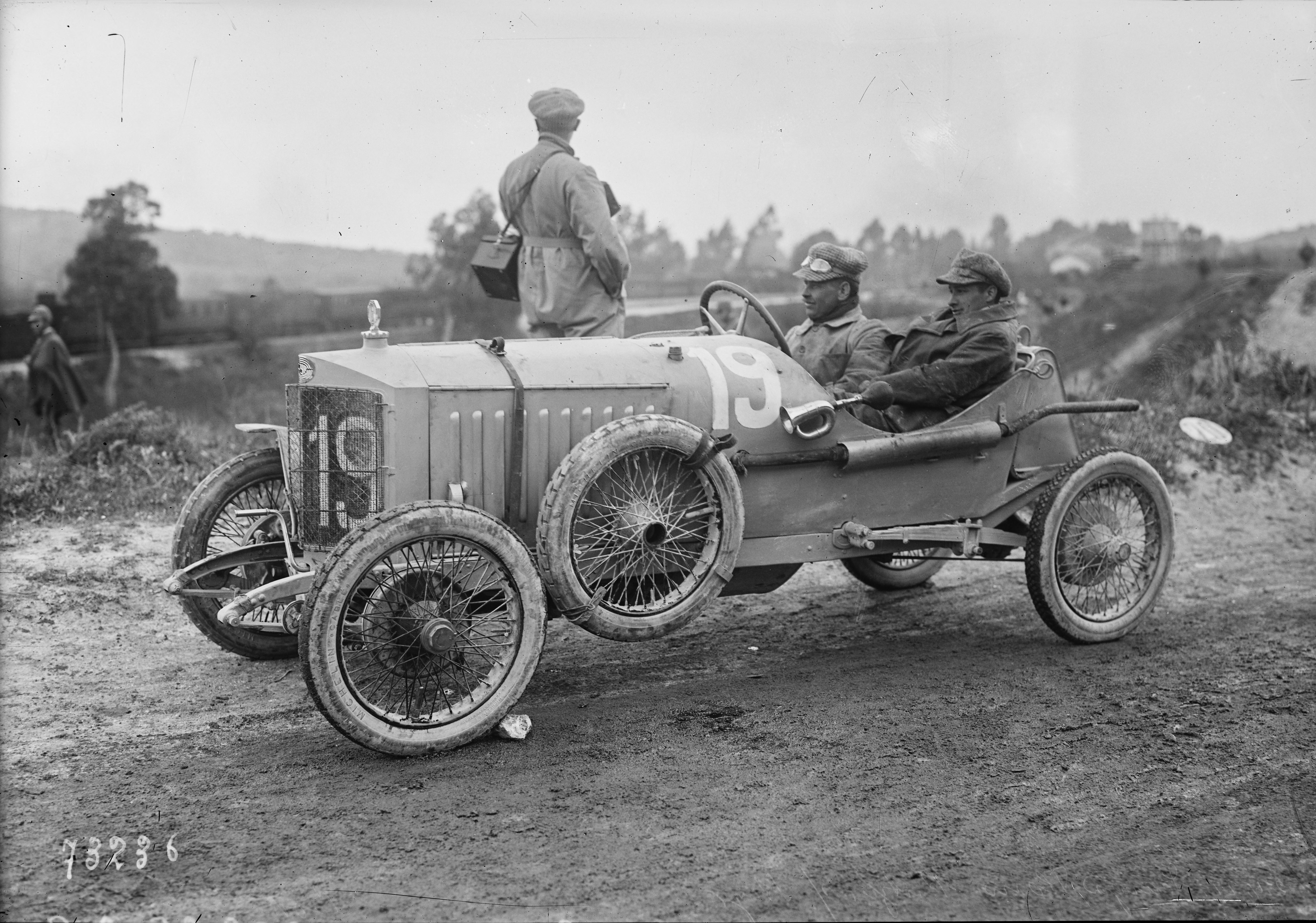
Herrmann Rützler im Steyr/3.0 bei der Targa Florio 1922

Hermann Rützler (* 20. Juni 1883 in Mellau; † 6. Juni 1960 in Wien) war ein österreichischer Fotograf und Automobilrennfahrer.

## Fotograf
Hermann Rützler war in jungen Jahren Fotograf in Dornbirn, begeisterte sich aber schon früh für Fahr- und Motorräder. Nachdem sein Atelier durch einen Brand zerstört worden und er einige Male mit den Behörden in Konflikt gekommen war, ging er 1910 nach Russland.

## Rennfahrer und Unternehmer
Dort entwickelte er sich zum Autofachmann, der enge Beziehungen zum Adel und zur kaiserlich-russischen Kraftfahrtruppe pflegte. Seinem Aufenthalt im Zarenreich setzte die Oktoberrevolution ein Ende und Rützler musste nach Österreich zurückkehren.
Ab 1920 war er erst als Fahrmeister, später als Leiter des Fahrversuchs und als Rennfahrer für die Österreichische Waffenfabriks AG, aus der 1923 die Steyr-Werke AG wurde, tätig. Zwischen 1921 und 1925 feierte er eine Vielzahl an Siegen bei nationalen und internationalen Bergrennen. Populär wurde er durch seinen Sieg am Klausenpass 1923 am Steuer eines Steyr VI. 1923 führte er auch mehrere Runden bei der Targa Florio, ehe ein Unfall seine Fahrt beendete.
Nach dem Ende der Rennaktivitäten von Steyr verließ Rützler 1927 das Unternehmen und machte sich in Wien mit einer Reparaturwerkstätte für Kraftfahrzeuge selbständig. Rützler führte sein Unternehmen bis ins hohe Alter und starb 1960 in Wien.